# 락다운 213주
《락다운 213주》(영어: Songbird)는 2020년 공개된 미국의 SF 스릴러 영화이다. 애덤 메이슨이 감독과 공동각본을 맡았다. 코로나19 판데믹을 배경으로 한 작품이다.

## 출연진
- KJ 아파 - 니코
- 소피아 카슨 - 세라
- 크레이그 로빈슨 - 레스터
- 피터 스토메어 - 에메트 할랜
- 알렉산드라 다다리오 - 메이
- 데미 무어 - 파이퍼 그리핀
- 폴 월터 하우저 - 도저
- 브래들리 휫퍼드 - 윌리엄 그리핀
- 제나 오르테가
- 이선 조시 리
- 리아 맥휴 - 에마 그리핀
- 마이콜 브리아나 화이트 - 앨리스